# Megophrys kobayashii
Megophrys kobayashii är en groddjursart som beskrevs av Rudolf Malkmus och Matsui 1997. Megophrys kobayashii ingår i släktet Megophrys och familjen Megophryidae. IUCN kategoriserar arten globalt som nära hotad. Inga underarter finns listade i Catalogue of Life.